# گامباس
گامباس (به انگلیسی: Gambas) نام یکی از گونه‌های شی گرای زبان برنامه‌نویسی بیسیک و همین‌طور نام محیط توسعه مجتمعی است که به همراه این زبان عرضه می‌شود. این زبان برنامه‌نویسی برای اجرا شدن بر روی لینوکس یا دیگر سیستم‌عاملهای شبه یونیکس نظیر فری‌بی‌اس‌دی طراحی شده است. گامباس یک نام بازگشتی است و مخفف (به انگلیسی: Gambas Almost Means Basic) است که به فارسی می‌شود «گامباس تقریباً به معنی بیسیک است». گامباس همچنین واژه‌ای است که در زبان اسپانیایی برای توصیف میگو استفاده می‌شود. لوگوی پروژه هم از میگو گرفته شده است. گامباس در مخزن نرم‌افزاری برخی از توزیع‌های لینوکس از جمله دبیان، فدورا. مندریوا و اوبونتو گنجانده شده است. یک نسخه ویندوز از گامباس هم وجود دارد که تحت سیگوین اجرا می‌شود. هرچند که این نسخه نسبت به همتای لینوکسی خود بسیار کمتر مورد آزمایش قرار گرفته و فقط خط فرمان را دربر می‌گیرد.

## کدهای نمونه
برنامه Hello World به همراه محیط گرافیکی:
```
Public
 
Sub
 
Form_Open
()

  
Message
(
"Hello World!"
)

End

```